# Алагуй
Алагу́й (Турунга́) (бур. Алагуй - имя булагатского рода) — деревня в Ольхонском районе Иркутской области. Входит в состав Куретского муниципального образования.

## География
Расположена к западу в 20 км от центра сельского поселения, деревни Куреть, и в 40 км от районного центра, села Еланцы, на правобережье реки Бугульдейки, ниже впадения речки Му-Турунги в речку Байсу (правый приток Бугульдейки). В 10 км к северо-востоку от Алагуя, у села Косая Степь, находится съезд с региональной автодороги 25К-003 Баяндай — Хужир.

## Население
| 2002 | 2010 | 2011 | 2012 |
| ---- | ---- | ---- | ---- |
| 287  | ↘218 | ↗219 | ↘213 |

По данным Всероссийской переписи, в 2010 году в деревне проживало 218 человек (114 мужчин и 104 женщины).

## История
Поселение в 1661 году основал бурят Алагуй из племени Булагат, родом из села Капсал, нашедший это место в поисках потерявшихся быка и коровы.
До 1890 года Алагуевский род входил в Капсальскую инородную управу. В начале 1890 года он отделился от Капсала и образовал отдельный Алагуевский род, с прямым подчинением Иркутскому губернскому управлению.
Улус Турунга стал резиденцией родового управления. Во главе родового управления стоял родовой староста, делопроизводство вел письмоводитель. Здание управы находилось в левом крыле школы, которое представляло в те годы отдельное строение, построенное в 1913 году.
Первоначальное название "Турунга" переводится как «следы диких животных». «Туру», «тура» с бурятского значит «копыто» или «следы копыт», «ан» — «дикие животные». 
В начале 20 века улус переименован в Алагуй.